# Кастелверо (Верона)
Кастелверо је насеље у Италији у округу Верона, региону Венето.
Према процени из 2011. у насељу је живело 230 становника. Насеље се налази на надморској висини од 526 м.